# Volehošť
Volehošť (také Bolhošť, Volhošť, německy Wolgast, črezpěňansky Wolegast) je město v Německé spolkové zemi Meklenbursko-Přední Pomořansko na břehu řeky Pěny (Peene).
Místo bylo od 7. století osídleno slovanským kmenem Črezpěňanů, kteří zde založili opevněné kruhové sídliště. Roku 1114 si Črezpěňany podmanil obodritský kníže Jindřich. První písemná zmínka pochází z roku 1123. Na místě bývalého svatostánku zasvěcenému bohu Jarovítovi, strženého roku 1128, založil Oto Bamberský kostel sv. Petra. Městská práva byla poprvé udělena pravděpodobně mezi lety 1250 a 1259. V letech 1295–1625 bylo město sídlem dynastií Pomořanského vévodství. Od konce třicetileté války v roce 1648 až do Vídeňského kongresu v roce 1815 náleželo město, stejně jako celá oblast Západního Pomořanska, ke Švédskému Pomořansku.
Ve městě stojí přes řeku silniční a železniční zvedací most spojující pevninu s ostrovem Uznojem.

## Partnerská města
- Karlino, Polsko
- Nexø, Dánsko
- Sölvesborg, Švédsko
- Wedel, Německo